# 熱帶醫學

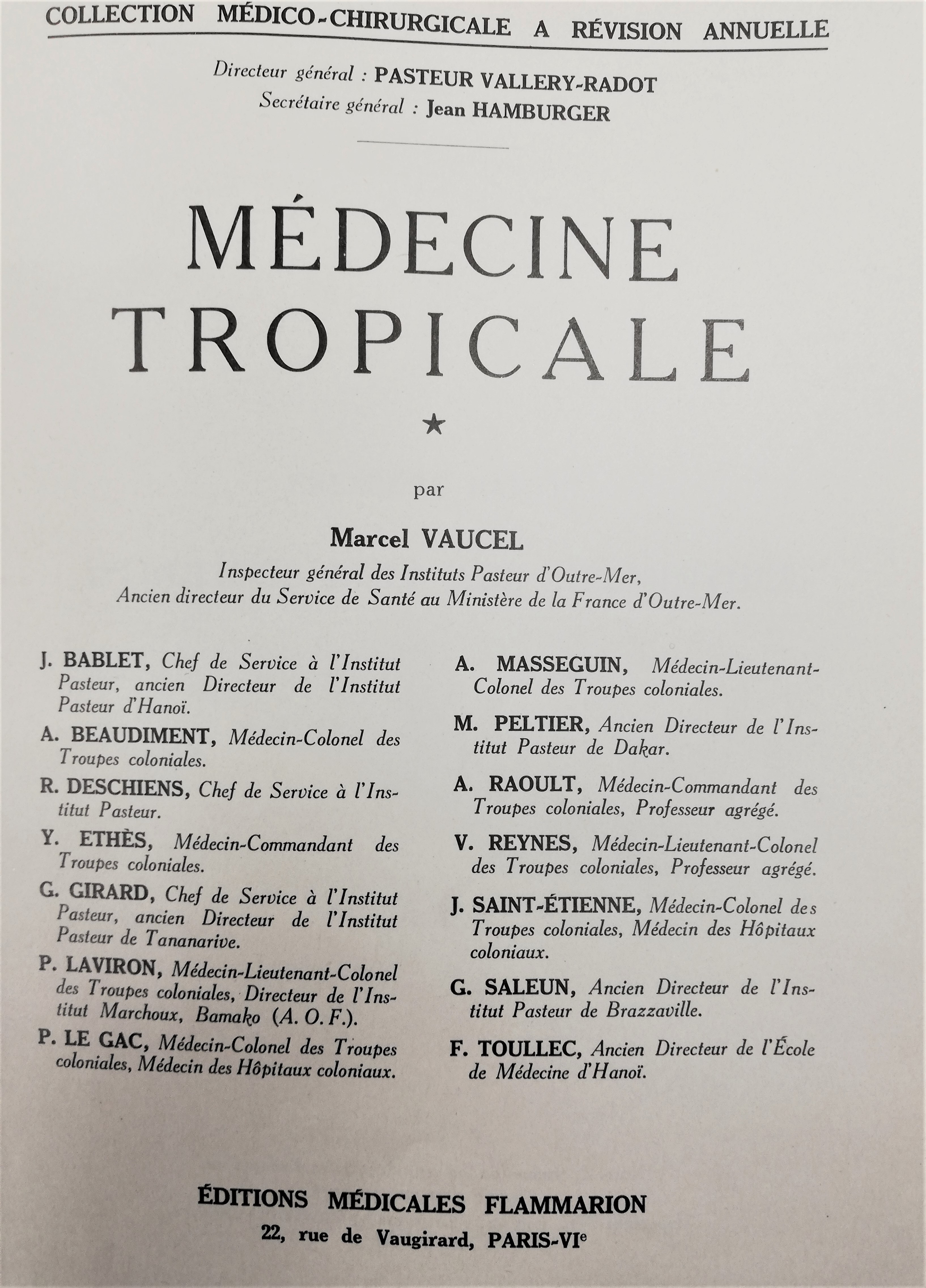
Marcel Vaucel 博士所著的熱帶醫學論文，年年都會更新，是法國20世紀中葉該領域的參考書

热带医学（英語：Tropical medicine）是医学领域的一个分支，是研究主要发生于热带和亚热带地区的危害人类健康的疾病及相关问题的一门科学。随着全球气候变化及疾病的传播与扩散，有些原来仅见于热带或亚热带地区的疾病已经不再局限于这些地区。因此，热带医学的概念已经不再具有明确的地理上的意义了。
该领域的医生可以诊断和治疗各种疾病。 他们处理的大多数感染是热带地区特有的感染。 一些最著名的疾病包括疟疾，艾滋病毒/艾滋病，和结核病。 他们必须精通18种鲜为人知的被忽视的热带病，包括查加斯病(Chagas disease)，狂犬病，和登革热。 欠发达的热带国家生活条件差，导致非传染性疾病数量增加。 这些疾病包括癌症和心血管疾病，在过去，这些疾病在发达国家更令人担忧。 接受过热带医学训练的医生还必须准备来诊断和治疗这些疾病。

## 机构
- 美国热带医学与卫生学会（英语：American Society of Tropical Medicine and Hygiene）
- 倫敦衛生與熱帶醫學院

## 参阅
- 灾难医疗
- 旅遊醫學